# أم الغزلان
أم الغزلان هي قرية من قرى عشيرة الخرشة، وتتبع للواء المزار الجنوبي/الكرك. ويقطنها أبناء عشيرة الخرشة من الصلمان والشماسين، ويبلغ تعداد سكانها حوالي 1200 شخص، كما أنها تحتوي على مدرسة ابتدائية مختطلة ومركز تحفيظ للقرآن.
وتعتبر هذه القرية من القرى الحديثة على غرار بقية قرى الخرشة، حيث أنها تأسست في بداية الستينات.وتمتاز هذه القرية بسهولة طبيعتها وخصوبة تربتها وانها مطلة على ما يعرف «بالحزيم» لذلك مناخها معتدل صيفًا وبارد شتاءًا.